# De zon, de zee
De zon, de zee is een nummer van de Volendamse band BZN uit 2003. Het was de eerste Nederlandstalige single in de geschiedenis van de groep.
Het lied werd uitgebracht als enige single van het album Leef je leven, maar was nauwelijks succesvol. De single kwam niet voor in de Nederlandse Top 40 en haalde ook de tipparade niet. In de Single Top 100 stond De zon, de zee vijf weken genoteerd en werd de twintigste plaats behaald.